# Campionati italiani femminili assoluti di atletica leggera 1929
I VII campionati italiani femminili assoluti di atletica leggera si sono tenuti presso lo stadio militare di Torino il 6 ottobre 1929. Sono stati assegnati nove titoli in altrettante discipline.
Rispetto alla precedente edizione, gli 80 metri piani sostituirono i 60 e i 100 metri piani; fu inoltre rimossa dal programma la gara del salto in lungo.
Durante la manifestazione Vittorina Vivenza batté il record italiano del lancio del disco con la misura di 35,38 m.
Il titolo di campionessa italiana di corsa campestre fu assegnato il 10 marzo a Milano.

## Risultati

### Le gare del 6 ottobre a Torino
| Specialità             | Oro                                                                                     | Prestazione | Argento                                         | Prestazione | Bronzo                                          | Prestazione |
| Corse                  | Corse                                                                                   | Corse       | Corse                                           | Corse       | Corse                                           | Corse       |
| ---------------------- | --------------------------------------------------------------------------------------- | ----------- | ----------------------------------------------- | ----------- | ----------------------------------------------- | ----------- |
| 80 m                   | Derna Polazzo Società Ginnastica Triestina                                              | 10"4/5      | Margherita Scolari Società Ginnastica Torino    | 11"0 s      | Ernestina Steiner Società Ginnastica Triestina  | 11"1 s      |
| 400 m                  | Maria Bravin Società Ginnastica Triestina                                               | 1'07"1/5    | Giovanna Marchini Sempre Avanti Firenze         | a spalla    | Leandrina Bulzacchi Unione Sportiva Soresinese  | 1'09"4/5    |
| 83 m hs                | Ellen Capozzi Società Ginnastica Torino                                                 | 15"2/5      | Selene Fieschi US Fascista Acquanera Cremonese  | 16"0        | Pina Cipriotto Società Ginnastica Triestina     | 16"1/5      |
| Staffetta 4×75 m       | Società Ginnastica Triestina Silia Martini Maria Bravin Ernestina Steiner Derna Polazzo | 41"2/5      | Virtus Bologna Sportiva                         | 42"0        | Società Ginnastica Triestina (seconda squadra)  | s/t         |
| Salti                  |                                                                                         |             |                                                 |             |                                                 |             |
| Salto in alto          | Silia Martini Società Ginnastica Triestina                                              | 1,40 m      | Ernestina Steiner Società Ginnastica Triestina  | 1,37 m      | Idelma Maggiori Cotonificio Cantoni Castellanza | 1,35 m      |
| Lanci                  |                                                                                         |             |                                                 |             |                                                 |             |
| Getto del peso         | Bruna Bertolini SG Forza e Coraggio Milano                                              | 9,48 m      | Pierina Borsani Cotonificio Cantoni Castellanza | 9,18 m      | Jolanda Bacchelli Virtus Bologna Sportiva       | 9,17 m      |
| Lancio del disco       | Vittorina Vivenza Associazione Sportiva Aosta                                           | 35,38 m     | Bruna Bertolini SG Forza e Coraggio Milano      | 30,70 m     | Pierina Borsani Cotonificio Cantoni Castellanza | 30,44 m     |
| Lancio del giavellotto | Pierina Borsani Cotonificio Cantoni Castellanza                                         | 30,98 m     | Elvira Faccin SG Forza e Coraggio Milano        | 29,47 m     | Jolanda Bacchelli Virtus Bologna Sportiva       | 27,99 m     |
| Prove multiple         |                                                                                         |             |                                                 |             |                                                 |             |
| Triathlon              | Pierina Borsani Cotonificio Cantoni Castellanza                                         | 140 p.      | Vittorina Vivenza Associazione Sportiva Aosta   | 96 p.       | Maria Furlanetto Unione Sportiva Udinese        | 95 p.       |

### La corsa campestre del 10 marzo a Milano
Il campionato italiano di corsa campestre si disputò presso l'ippodromo di San Siro a Milano su un percorso di 900 metri. Si iscrissero undici atlete, solo sei delle quali si presentarono alla partenza.
| Specialità              | Oro                                 | Prestazione | Argento                                        | Prestazione | Bronzo                                         | Prestazione |
| ----------------------- | ----------------------------------- | ----------- | ---------------------------------------------- | ----------- | ---------------------------------------------- | ----------- |
| Corsa campestre (900 m) | Giannina Marchini ASSI Giglio Rosso | 2'49"1/5    | Leandrina Bulzacchi Unione Sportiva Soresinese | 2'49"2/5    | Lena Olari Unione Sportiva Fascista Acquanegra | 2'58"3/5    |